# خوسيه لويس ميخيا
خوسيه لويس ميخيا (بالإسبانية: José Luis Mejía Huaman)‏ هو كاتب بيروفي، ولد في 1969.